# (4174) Пикулия
(4174) Пикулия (лат. Pikulia) — типичный астероид главного пояса, открыт 16 сентября 1982 года советским астрономом Людмилой Черных в Крымской астрофизической обсерватории и 27 июня 1991 года назван в честь советского писателя Валентина Пикуля.

## Обнаружение и именование
(4174) Пикулия
Открыт 16 сентября 1982 года в Научном Л. И. Черных.
Назван в память о знаменитом советском писателе Валентине Саввиче Пикуле (1928—1990), авторе многочисленных произведений по русской истории.
Оригинальный текст (англ.)4174 Pikulia
Discovered 1982-09-16 by Chernykh, L. I. at Nauchnyj.
Named in memory of the famous Soviet writer Valentin Savvich Pikul' (1928—1990), author of many novels on Russian history.
Источники: DISCOVERY.DB; M.P.C. 18455.

## Орбита

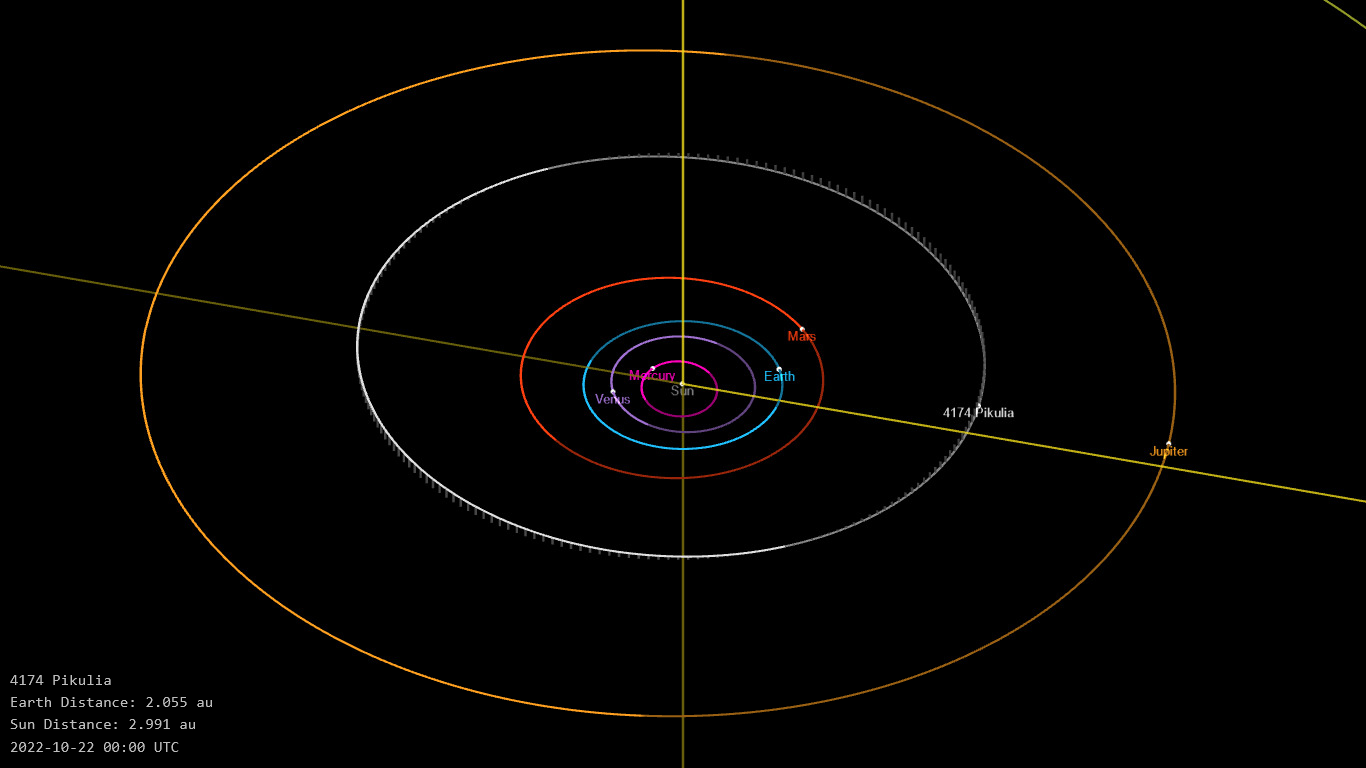
Орбита астероида Пикулия и его положение в Солнечной системе

## Физические характеристики
Из наблюдений системы последнего оповещения о столкновении с Землей ATLAS следует, что астероид относится к таксономическому классу C.
По результатам наблюдений в видимом и ближнем инфракрасном диапазоне космического телескопа NEOWISE и наблюдений в инфракрасном диапазоне спутника Akari диаметр астероида сначала оценивался равным 9,839±0,062 км, позже — 8,96±2,38 км, 9,41±2,88 км, 9,653±2,897 км, 9,839±0,062 км, 10,53±2,88 км}. Согласно тем же источникам альбедо оценивается как 0,0579±0,0070, 0,07±0,06, 0,05±0,03, 0,0583±0,0414, 0,058±0,007 и 0,055±0,039.